# Landschaftsschutzgebiet Magergrünland am Glockengrund

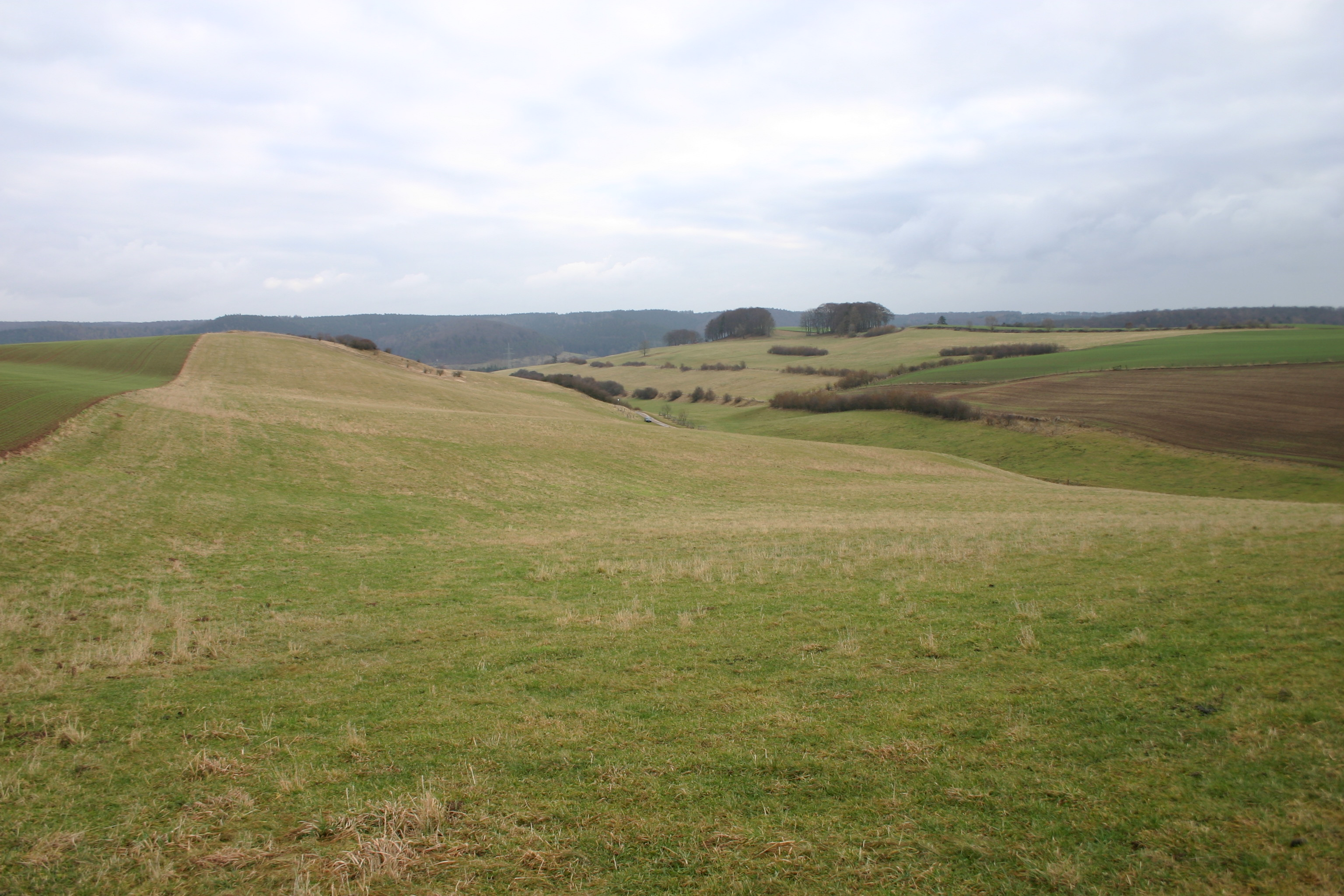
Nordfläche des LSG Magergrünland am Glockengrund im Vordergrund und NSG Glockengrund rechts hinten

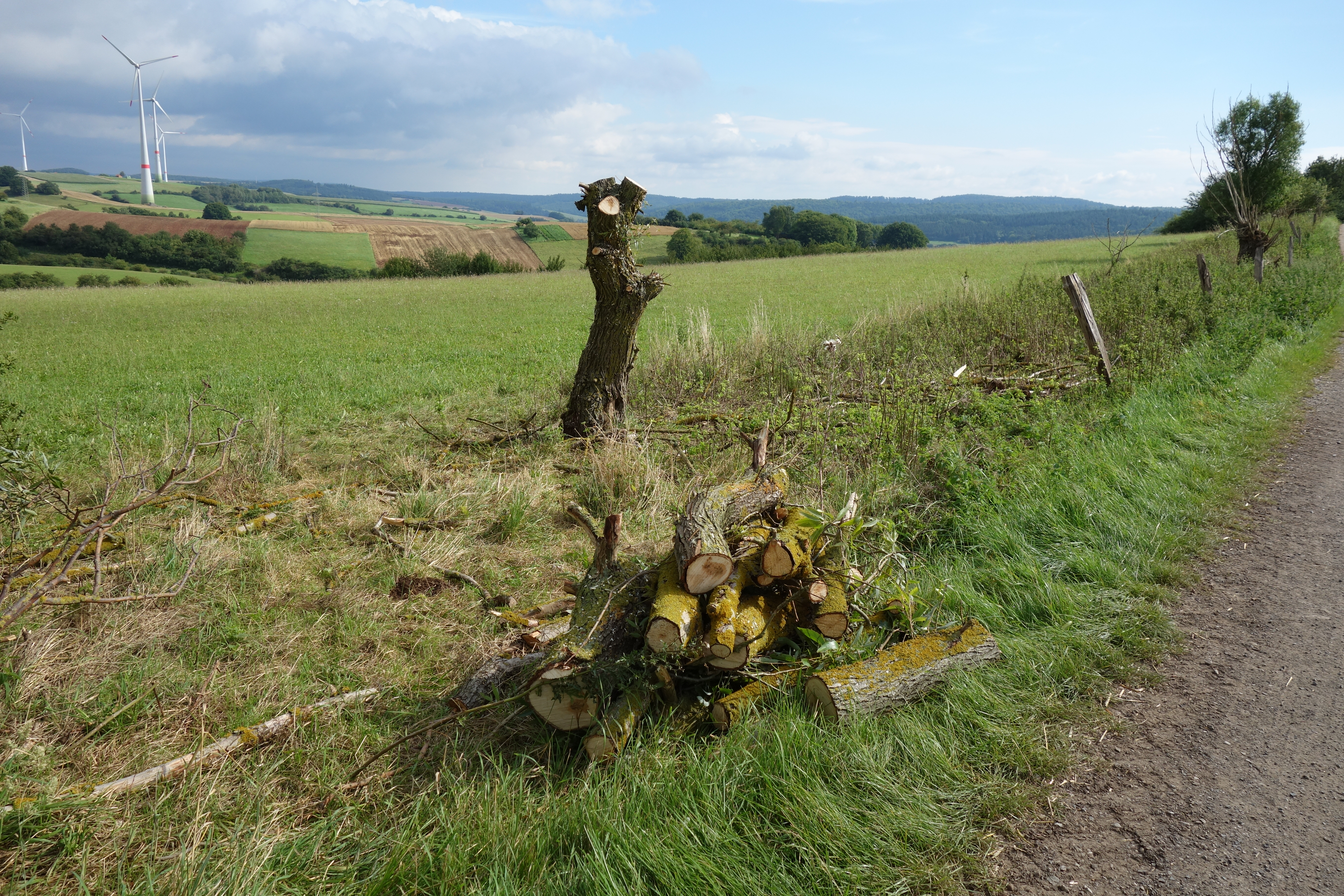
Südfläche

Das Landschaftsschutzgebiet Magergrünland am Glockengrund ein 21,77 ha großes Landschaftsschutzgebiet (LSG) westlich von Udorf im Stadtgebiet von Marsberg. Das Gebiet wurde 2008 mit dem Landschaftsplan Marsberg durch den Kreistag des Hochsauerlandkreises ausgewiesen. Das LSG besteht aus zwei Teilflächen. Die westliche Teilfläche grenzt im Süden und Osten an das Naturschutzgebiet Glockengrund und im Norden und Westen an das Landschaftsschutzgebiet Rotes Land. Die südliche Teilfläche grenzt im Norden bzw. im Nordwesten an das Naturschutzgebiet Glockengrund, im Nordosten, Westen und Südwesten an das Landschaftsschutzgebiet Freiflächen westlich Udorf und im Südosten und Süden an das Naturschutzgebiet Udorfer Mühle. Innerhalb des LSG liegen die drei Teilflächen vom Geschützter Landschaftsbestandteil Feldgehölze auf dem Glockenrücken. Die Nordfläche des LSG gehört bis auf den Schafstall und den Futterlagerplatz seit 2023 zum Vogelschutzgebiet Diemel- und Hoppecketal mit angrenzenden Wäldern.

## Beschreibung
Im Landschaftsschutzgebiet Magergrünland am Glockengrund befindet sich Grünland und ein großer Schafstall. Das Grünland wird seit 1990er Jahren als Mähweide von einem Schäfereibetrieb genutzt. 
Im Landschaftsschutzgebiet besitzt die Nordrhein-Westfalen-Stiftung Naturschutz, Heimat- und Kulturpflege 4,87 ha Land um den Schafstall. Auch der Schafstall selbst gehört der Stiftung. Der Schafstall und die Fläche wird vom Verein für Natur- und Vogelschutz im Hochsauerlandkreis betreut. Der Rest des LSG gehört dem Land NRW.

## Rechtliche Rahmen
Das Landschaftsschutzgebiet Magergrünland am Glockengrund wurde als eines von 30 Landschaftsplangebieten vom Typ C, Wiesentäler und ornithologisch bedeutsames Offenland, ausgewiesen. Im Landschaftsplangebiet Marsberg gibt es auch drei Landschaftsschutzgebiete vom LSG Typ A, Allgemeiner Landschaftsschutz, wo unter anderem das Errichten von Bauten verboten ist. Ferner 17 Landschaftsschutzgebiete vom LSG Typ B, Ortsrandlagen und Landschaftscharakter, wo zusätzlich Erstaufforstungen und auch die Neuanlage von Weihnachtsbaumkulturen, Schmuckreisig- und Baumschulkulturen verboten sind. Wie in den anderen 29 Landschaftsschutzgebieten vom Typ C im Landschaftsplangebiet Marsberg besteht im LSG Landschaftsschutzgebiet Magergrünland am Glockengrund zusätzlich ein Umwandlungsverbot von Grünland und Grünlandbrachen in Acker oder andere Nutzungsformen. Eine maximal zweijährige Ackernutzung innerhalb von zwölf Jahren ist erlaubt, falls damit die Erneuerung der Grasnarbe vorbereitet wird. Dies gilt als erweiterter Pflegeumbruch. Beim erweiterten Pflegeumbruch muss ein Mindestabstand von 5 m vom Mittelwasserbett eingehalten werden.

## Schutzzweck
Die Ausweisung erfolgte zur Erhaltung, Ergänzung und Optimierung eines Grünlandbiotop-Verbundsystems in den Talauen und den Magergrünland-Gesellschaften in den Naturschutzgebieten, damit Tiere und Pflanzen Wanderungs- und Ausbreitungsmöglichkeiten behalten, und dem Erhalt der Vorkommen geschützter Vogelarten sowie dem Schutz artenreicher Pflanzengesellschaften.